# 친구 2
《친구 2》는 2013년에 개봉했던 대한민국 영화이면서  《친구》의 속편이면서 2025년 8월 2일에 OCN에서 영화가 시작될 예정이다

## 줄거리
친구 동수(장동건 분)의 죽음을 지시한 혐의로 수감된 준석(유오성 분)은 17년 만에 출소하게 되고, 몰라보게 달라진 세상과 어느새 조직의 실세로 성장해있는 은기(정호빈 분)의 모습에 위기감을 느낀다. 준석은 아버지 철주(주진모 분)가 평생을 바쳐 이뤄놓은 조직을 되찾기 위해 흩어져있던 자신의 세력을 다시 모으고, 감옥에서 만나 자신을 아버지처럼 따르는 젊은 피 성훈(김우빈 분)을 오른팔로 두게 된다. 친아버지의 얼굴도 모른 채 불행한 어린 시절을 보냈던 성훈은 마치 아버지처럼 자신을 챙겨주는 준석에게 의지하며 그와 함께 부산을 접수하기 위해 힘쓴다. 그러던 어느 날 성훈을 찾아온 은기는 동수의 죽음에 대한 이야기를 풀어놓으며 성훈을 혼란에 빠트린다.

## 캐스팅
- 이준석:친구 동수를 살해한 혐의로 17년간 복역한 후 동수의 아들 한성훈을 만난다
- 주진모 - 이철주 역, 준석의 아버지이자 조직의 근간을 세운 준석의 아버지.
- 최성훈(본명: 한성훈): 한성훈은 한동안 존재가 숨긴 한동수와 진숙의 아들이다. 박은기는 한동수의 부하이지만 은기는 동수를 속인 후 동수에게 칼을 맞고 은기는 자신의 부하에게 동수를 죽이지만, 동수는 "고만해라 마이 무따 아이가"라는 유언을 남기고 세상을 떠났다. 후반부에 아버지가 돌아가시고, 성훈은 어머니 혜지와 재혼한 계부와 함께 살게 되어 계부의 성씨인 최씨라는 성씨가 되었다. 그러나 그의 성은 한씨 가문의 후손임을 알게 되며 아버지를 죽인 박은기는 손목이 잘린 채 병원에 입원하게 되고, 은기를 찾아 살해함으로써 아버지의 복수를 끝난다
- 기주봉 - 형두 역, 이준석의 조직 회장으로 부산을 접수하려는 준석을 돕는다.
- 지승현 - 젊은 형두 역.
- 정호빈 - 은기 역, 동수의 죽음에 깊이 관여한 준석의 부하.
- 장영남 - 혜지 역, 최성훈의 모.
- 정기용 - 요트 느끼중년남 역
- 고건우 - 은호 역
- 황성준 - 귀걸이 역
- 강한나 - 아람 역
- 김효근 - 고종수 역
- 윤진하 - 딱부리 역
- 이철민 - 가발이 역
- 이준혁 - 짬보 역
- 신준범 - 짱구 역
- 안정빈 - 국도 역
- 정수교 - 해영 역
- 원웅재 - 유식이 역
- 최정현 - 상민 역
- 송지호 - 재칠 역
- 한성아 - 남석 역
- 배성종 - 용백 역
- 임일규 - 무라카미 캔 역
- 정도원 - 눈음푹 역
- 차이슬 - 이카루스 문신녀 역
- 장지건 - 고조태 역
- 선호진 - 송기호 역
- 조지환 - 은기 오른팔 역
- 박아인 - 여가수 역
- 반세정 - 은기 애인 역
- 한재영 - 덩치계부 역
- 조성희 - 공치성 역
- 임진택 - 한국 선원 역
- 김영준 - 부산 고딩덩치 역
- 김상균 - 부산 고딩덩치 역
- 고우림 - 어린 최성훈 역
- 박성현 - 젊은 상곤 역
- 손상현 - 운전건달 역
- 주석태 - 계부남 역
- 이규호 - 형두떡대 역
- 정성우 - 조봉재 역
- 유정호 - 조봉재 부하 역
- 이원섭 - 감방건달 역
- 안세호 - 챔피언반점 명관이 역
- 정기섭 - 보안사 장교 역
- 김한종 - 계란장수 역
- 유승국 - 참치선박 야쿠자 역
- 백승익 - 눈음푹 친구 역
- 강정우 - 주차요원 역
- 장동건 - 동수 역(초반 회상장면, 특별출연)

## 제작
감독 곽경택은 2013년 7월 11일 울산광역시 울주군 삼동면 조일리 울산 하늘공원에서 열린 친구2 현장공개 및 기자간담회에서 “2012년 부산국제영화제를 가다가 불현듯 이야기가 떠올랐다. 그래서 기획 PD와 주변인들에게 말했더니 재미가 있다고 했다. 부산국제영화제에서 밤에는 술을 마시고 낮에는 글을 썼다”며 영화를 만들게 된 계기를 밝혔다. 2013년 9월 24일 울산의 울주군 간절곶에서 제작발표회를 개최했다.

### 캐스팅
이준석 역의 유오성은 곽경택 감독과 《친구》와 《챔피언》 두 작품을 연달아 함께 했는데, 2002년 《챔피언》의 영상 중 일부가 의류회사 광고에 무단으로 사용되었고 유오성이 곽경택에게 저작권 소송을 걸면서 유오성과 곽경택 감독은 사이가 멀어지게 되었다. 이후 2013년 2월 곽경택 감독이 먼저 《친구 2》를 함께 하자고 제안하였으며, 유오성 역시 캐스팅에 응하였다. 현장에 있던 스태프들 역시 《친구》와 같은 사람들이 촬영에 임했으며, 이준석의 아버지 이철주 역할인 주진모는 이 영화를 기획할 때 가장 먼저 곽경택으로부터 캐스팅되었다. 곽경택 감독은 고등학생인 조카한테 김우빈이라는 배우를 추천받았으며 제작진들 중에서도 김우빈이 어떻느냐는 제안을 받았다. 곽경택 감독은 김우빈을 캐스팅하기 위하여 드라마 《학교 2013》 현장에 직접 찾아갔으며, “김우빈에게 가장 마음에 들었던 것은 솔직함이며, 목소리 톤이나 얼굴이 가지고 있는 다양한 면, 고등학생부터 시작해서 살벌하고 잔인한 표정까지 연출할 수 있을 것 같은 가능성이 나를 매료시켰다.”고 말했다.

### 촬영
친구 2는 서울남부교도소에서의 촬영을 시작으로 2013년 5월 6일 크랭크인하여 3개월간의 촬영 뒤 2013년 8월 12일 크랭크업했다. 영화의 50% 이상이 울산에서 촬영되었는데, 콜라텍 장소를 섭외하던 제작진과 울산 시내에서 라운지 펍을 운영 중이던 배우 장지건을 만나게 됐고, 이를 인연으로 장지건은 영화 속 고조태 역할로 캐스팅되었다. 7월 11일 울산 하늘공원에서 촬영은 일반인에게 공개되었다.

### 마케팅
2013년 10월 18일에 메인 예고편이 공개되었으며, 하루만에 30만명의 조회수를 기록하며 폭발적인 반응을 얻었다. 11월 1일 서울과 11월 8일 부산에서‘보고 싶다 친구야! 직장인 친구2 공감 호프데이’이벤트를 개최했다. 이 행사는 관객들과 함께 흥겨운 술자리를 갖는 동시에, 후속작 ‘친구2’에 대한 감독과 배우의 이야기를 들어보는 행사로 영화를 기다리는 팬들의 기대감을 높였다. 11월 14일 개봉 이후 서울, 광주, 대구, 울산, 부산 등지에서 곽경택 감독과 유오성이 25개 극장 34개관에서 전국적으로 무대인사를 진행했다. 드라마 촬영 스케줄로 인해 공식 무대인사에 참석하지 못한 김우빈은 게릴라 무대인사와 옆자리 시사회를 개최했는데, 롯데 엔터테인먼트 공식 페이스북에서 접수를 시작한 지 하루도 되지 않아 전석이 매진되었다.
2013년 11월 6일부터 미국 산타모니카에서 열린 2013 아메리칸필름마켓에서 미국과 일본, 대만에 선판매되었으며 2013년 12월부터 북미 20개 이상의 스크린에서 개봉되었다. 일본 배급은 닛카츠 주식회사가 맡았으며, 닛카츠 주식회사 측은 이 영화에 대해 "정통 갱스터 영화의 색이 물씬 나는 감독의 훌륭한 연출이 돋보인다"고 호평하였다.

## 개봉 이후
배급사 롯데 엔터테인먼트 집계 기준으로 2013년 11월 17일 자정 개봉 3일 만에 100만 관객을 돌파했다. 역대 청소년 관람불가 영화 중 가장 빠른 속도로 4일 만에 달성한 《범죄와의 전쟁: 나쁜놈들 전성시대》와 《신세계》, 5일 만에 달성한 《타짜》, 6일 만에 달성한 《아저씨》의 기록보다도 빨랐다. 개봉 14일 이후인 2013년 11월 28일 누적관객수 251만 6759명을 기록하며 손익분기점인 250만명을 넘어섰다.
2014년 5월 9일 감독과 배우 인터뷰가 포함된 부가영상이 수록된 DVD가 발매되었으며, 2014년 9월 16일 영어 자막을 수록한 북미판 DVD가 발매되었다.

## 평가
영화평론가 이동진은 “김우빈이 가장 돋보이며, 유오성의 존재감 역시 크다. 조직을 만드는 아버지의 과거 이야기를 섞는 구성은 《대부 2》를 떠올리게 하지만 허약한 구조를 노출하고 감정적으로 단절을 빚어낸다. 폭력적인 장면은 영화적인 상상력의 대부분을 쓴 듯 해 보는 것만으로 마음이 황폐해진다”고 평했다.
〈매거진 M〉의 이은선 기자는 “우정이 아닌 세대를 말하고, 비정한 수컷들의 세계에 집중했다. 때문에 전편과는 조금 다른 장르적 결을 지닌다. 더러 욕심이 과한 부분도 있지만, 시도는 좋다. 김우빈은 ‘물건’”이라고 평하였다.
헤럴드 경제의 한재형 기자는 “진한 체취, 강렬한 호흡으로 이룬 이야기지만, 젊음과 시대의 내음은 느껴지지 않는다. 끊임없이 아버지들을 불러내는 인물들처럼 지난 시간의 잔영은 짙고 과거의 질곡은 너무 질기다.”고 평하였다.

## 촬영지
- 부산광역시 송정해수욕장 (부산)
- 부산광역시 바우하우스 펜션
- 부산광역시 부산 갤러리카페 도도앤
- 부산광역시 해운대해수욕장
- 부산광역시 수영만 요트경기장
- 부산광역시 선암사
- 울산광역시 주전봉수대
- 울산광역시 슬도 방파제
- 울산광역시 신화마을
- 울산광역시 울주군 삼동면 하늘공원
- 울산광역시 울주군 삼남면 서울산 보람병원

## 수상
- 2014년 제50회 《백상예술대상》 영화부문 남자 신인연기상 후보, 영화부문 남자 인기상 후보 김우빈
- 2014년 제9회 《맥스무비 최고의 영화상》 최고의 남자 신인배우상 후보 김우빈
- 2014년 제51회 《대종상》 하나금융 스타상 김우빈

## 초청
- 2014년 9회 오사카 아시안영화제 특별초대작품 부문 초청